# Saint-honoré (pâtisserie)
Pour les articles homonymes, voir Saint-Honoré.
Le saint-honoré est une pâtisserie française, à base de crème chantilly, de crème chiboust et de petits choux recouverts d'un glaçage.

## Historique
Selon les pâtissiers Pierre Lacam et Antoine Charabot, le saint-honoré a été créé par le pâtissier parisien Chiboust en 1840, en s'inspirant d'un dessert bordelais appelé « flan suisse ». Il a donné à son gâteau le nom de la rue Saint-Honoré où son commerce était installé, rendant du même coup hommage à saint Honoré, huitième évêque d'Amiens et patron des boulangers.

## Préparation
Un fond de pâte, feuilletée, brisée ou sablée, est garni de pâte à choux avant la cuisson. Il est ensuite recouvert de crème pâtissière et son pourtour de petits choux, garnis toujours avec cette même crème, puis nappés de caramel, de chocolat ou de confiture à leur sommet. La préparation se termine en emplissant le centre du gâteau de crème chiboust ou plus simplement de crème chantilly. Cette crème est disposée avec une douille à saint-honoré.
Le saint-honoré se prépare aussi en version individuelle.

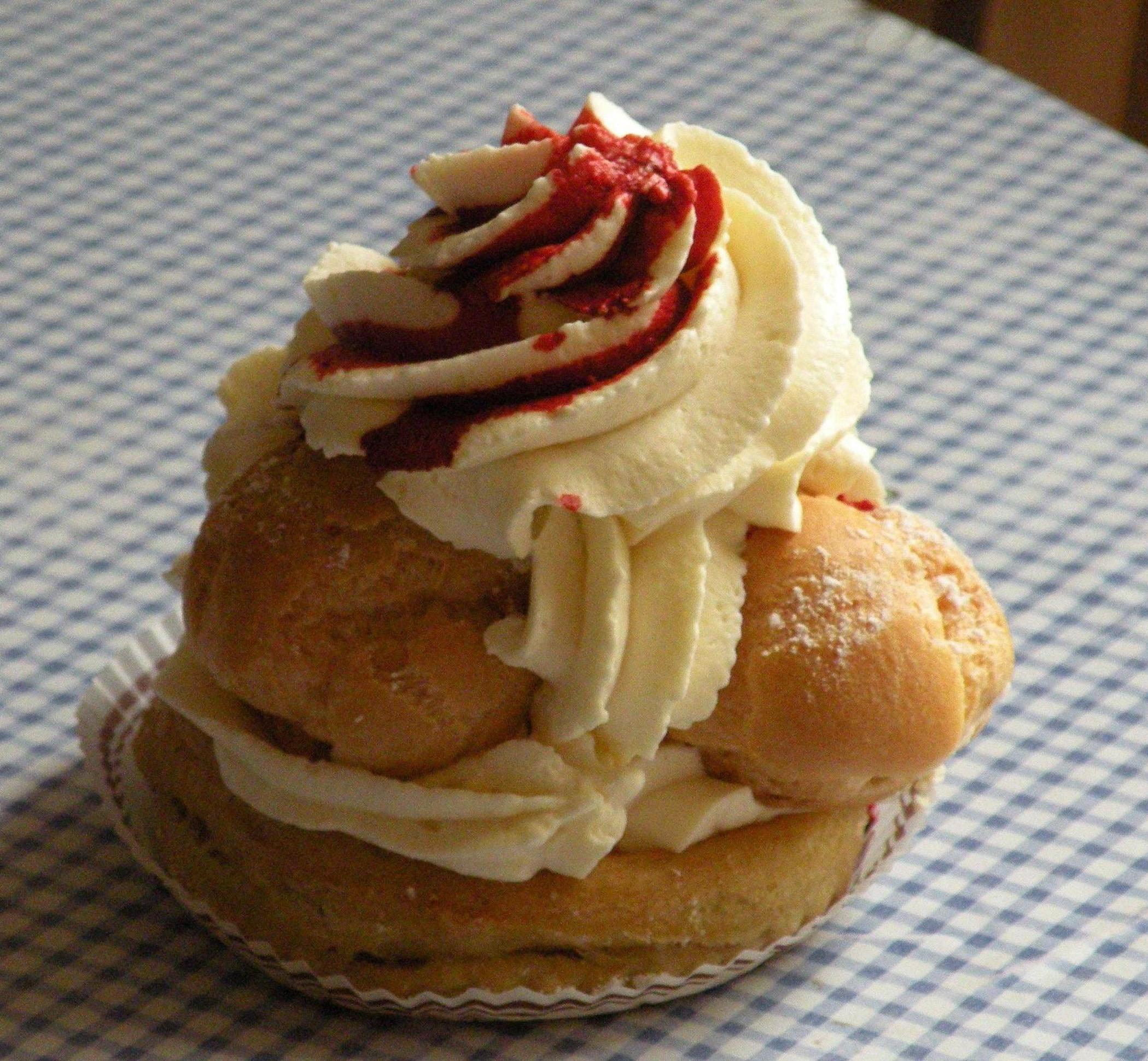
Saint-honoré en version individuelle.